# Umma gumma
Umma gumma és una espècie de damisel·la o cavallet del diable de la família Calopterygidae. El nom del gènere es va establir el 1890 i es va trobar que aquesta espècie descrita el 2015 des d'Àfrica pertanyia al gènere. L'espècie va rebre el nom de l'àlbum de Pink Floyd Ummagumma.